# Senat (Mauretania)
Senat – izba wyższa parlamentu Mauretanii. Składa się z 56 członków wybieranych na sześcioletnią kadencję, przy czym co dwa lata odnawiana jest 1/3 składu. 53 senatorów wybieranych jest władze poszczególnych jednostek podziału administracyjnego. Trzy miejsca zarezerwowane są dla przedstawicieli Mauretańczyków zamieszkałych poza granicami kraju. 
Na senatora może zostać wybrany obywatel Mauretanii w wieku co najmniej 35 lat, posiadający pełnię praw wyborczych. Obywatele naturalizowani mogą wejść w skład parlamentu dopiero po upływie dziesięciu lat od swojej naturalizacji. 